# Hydrovatus asemus
Hydrovatus asemus är en skalbaggsart som beskrevs av Olof Biström 1997. Hydrovatus asemus ingår i släktet Hydrovatus och familjen dykare. Inga underarter finns listade i Catalogue of Life.